# Charles Henri Haillot
Charles Henri Haillot (Strasburgo, 20 giugno 1827 – Parigi, 25 aprile 1906) è stato un generale francese.

## Biografia
Nato a Strasburgo nel 1827, Charles Henri Haillot era figlio di Charles Alexandre Haillot, generale d'esercito, e di sua moglie Henriette Adelaïde Aubry. Destinato a seguire le orme paterne nella carriera militare, frequentò l'École spéciale militaire de Saint-Cyr dalla quale uscì nel 1849 col grado di sottotenente, venendo poi ammesso alla scuola dello stato maggiore nel 1852. Ottenuto il brevetto, fu dapprima tenente e poi capitano nel corpo destinato in Italia dove combatté a Magenta, San Martino e Solferino. Capo squadrone nel 1864, divenne tutore dei figli di Isma'il Pascià, chedivé d'Egitto, nel 1866 e quindi divenne membro dello stato maggiore generale il 21 agosto 1868. 
Nella guerra franco-prussiana, entrò nello stato maggiore dell'armata del Reno, venne fatto prigioniero a seguito della capitolazione di Sedan il 2 settembre 1870 e venne inviato prigioniero a Magonza e trasferito dal 1° maggio 1871 a Wiesbaden. Tornato in Francia, il 16 maggio 1871 venne nominato capo di stato maggiore dell'armata di Versailles e destinato dal 21 agosto successivo alla commissione incaricata del rimpatrio dei prigionieri francesi rimasti isolati a Luneville. Promosso colonnello, il 12 marzo 1874 venne nominato capo del 3° bureau dello stato maggiore generale del ministro della guerra nonché dal 31 gennaio 1880 capo di stato maggiore del governatore militare di Lione. Il 29 dicembre 1882 venne promosso generale di brigata e posto al comando della 53^ brigata di fanteria nella regione di Grenoble e Borgogna dal 16 aprile 1885. Capo di stato maggiore del ministero della guerra dal 5 luglio 1887, venne promosso generale di divisione il 6 settembre di quello stesso anno e nominato membro del consiglio superiore della guerra il 6 maggio 1890. Posto in riserva il 20 giugno 1892 dopo aver ricevuto la croce da grand'ufficiale della Legion d'onore il 26 dicembre 1888, morì a Parigi nel 1906.